# Portugués brasileño

Mapa lingüístico del estado de Minas Gerais (UFJF, 1977). En azul claro, el dialecto mineiro. En tono oscuro, el dialecto baiano. En tono intermediario, el dialecto caipira.

Se denomina portugués brasileño, portugués americano, portugués de Brasil o portugués brasilero, a la variedad de la lengua portuguesa hablada por los más de 203 millones de brasileños que viven dentro y fuera de Brasil, siendo la variante de este idioma más hablada, escrita y leída en el mundo.
También hay hablantes de portugués brasileño como lengua materna en los países en los que existen grandes comunidades brasileñas, como en Estados Unidos, Paraguay, Perú, Japón, así como en distintos países de Europa.
Debido a la importancia de Brasil dentro del Mercosur, esta variante es la que normalmente se estudia en los países de América del Sur ligados a dicho bloque, especialmente en Argentina, Paraguay y Uruguay.

## Historia
A pesar de la llegada de los portugueses en 1500, la colonización de Brasil comenzó efectivamente en 1532, de forma gradual. En esos treinta años, Brasil fue atacado por los holandeses, ingleses y franceses, países que habían quedado fuera de la división de tierras entre España y Portugal, consumada en el Tratado de Tordesillas, en 1494). En 1530, el rey de Portugal organiza la primera expedición con objetivos de colonización. La misma fue comandada por Martim Afonso de Sousa y tenía como objetivo poblar el territorio brasileño, expulsar a los invasores e iniciar el cultivo de caña de azúcar; y comenzó a tener notables resultados a partir de 1532. Debido a esto, la lengua portuguesa pasa a ser usada de facto en el actual territorio brasileño. Al mismo tiempo otras naciones europeas llegan a Brasil, como Francia y Holanda, que llegó a instalar una colonia, dentro del territorio del actual estado de Pernambuco.
Con el tiempo, también el francés, el español, el italiano, el alemán y el inglés dejarían su impronta. 

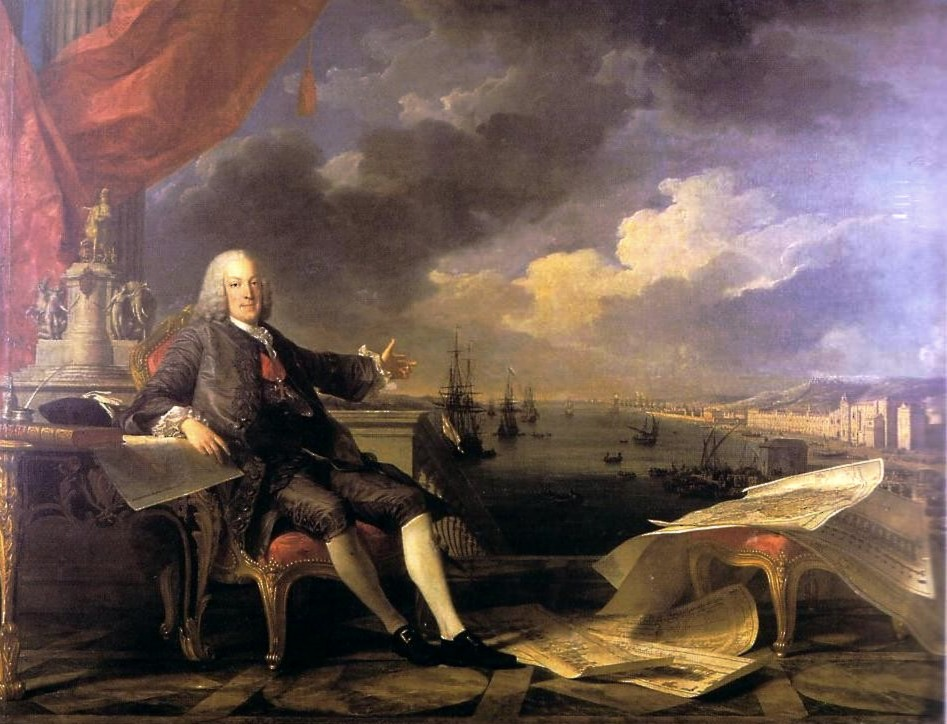
El Marqués de Pombal instituyó el português como la lengua oficial de Brasil, prohibiendo el uso de la língua geral.

### La lengua general
Antes de la llegada de Pedro Álvares Cabral a Brasil, había más de mil lenguas en el actual territorio brasileño, habladas por indígenas de diversas etnias. Esas lenguas, agrupadas en familias pertenecientes a los troncos tupíes, macro-ye y arahuaca, ejercieron una gran influencia en la variedad brasileña del portugués, no solo aportando nuevos términos sino también una entonación característica.                      
El uso de esa nueva lengua, llamada brasílica, se intensificó y se generalizó de tal forma que pasó a ser hablada por casi toda la población que integraba el sistema colonial brasileño. Con el transcurso del tiempo esa lengua fue modificándose y a partir de la segunda mitad del siglo XVII se pasó a denominar língua geral (lengua general).
La língua geral era el idioma hablado por la mayoría de la población. Era la lengua de contacto entre los indios de diferentes tribus, así como entre portugueses y sus descendientes. La língua geral era una lengua franca. Esa fue la primera influencia que la lengua portuguesa recibió en Brasil y que dejó fuertes marcas en el vocabulario popular que se habla actualmente en dicho país. La língua geral poseía dos variantes:
- La língua geral paulista: originada a partir de la lengua de los indios tupí de San Vicente y del alto río Tietê, pasó a ser hablada por los bandeirantes en el siglo XVII. De esta forma, se pasó a escuchar ese idioma en lugares en los que estos indios jamás estuvieron, influenciando el modo de hablar de los brasileños.
- El ñe'engatú, (ie’engatú = «lengua buena») es una lengua tupí-guaraní hablada en Brasil y países limítrofes. El ñe'engatú es una lengua de comercio que fue desarrollada y compilada por los jesuitas portugueses en los siglos XVII y XVIII, sobre las bases del vocabulario y la pronunciación tupinambá y teniendo como referencia la gramática de la lengua portuguesa. El vocabulario de esta lengua fue enriquecido con palabras del portugués y del español.

### Lengua de Estado
Con la salida de los holandeses en 1654 el portugués pasa a ser la única «Lengua de Estado» de Brasil. En las postrimerías del siglo XVII, los bandeirantes inician la exploración del interior del continente, y descubren oro y diamantes, con esto el número de inmigrantes portugueses en Brasil, y el número de lusófonos aumenta considerablemente, superando a los hablantes de la língua geral. El 17 de agosto de 1758, el Marqués de Pombal instituyó al portugués como el idioma oficial de Brasil, prohibiendo a su vez el uso de la língua geral. A esta altura, debido a la evolución natural de la lengua, el portugués hablado en Brasil ya tenía características propias que lo diferenciaban del hablado en Portugal.
Con la intensificación del cultivo de caña de azúcar en el siglo XVII, otra gran influencia en la lengua hablada en Brasil fue la ejercida por las numerosas lenguas africanas que llegaron a través del tráfico de esclavos. En el siglo XVI llegaron a Brasil 100.000 africanos, en el siglo XVII fueron 600.000 y en el siglo XVIII 1.300.000. Las dos lenguas africanas más influyentes fueron el yoruba, hablado en el actual oeste Nigeria, Benín y Togo; y el kimbundu, hablado en la actual Angola.
Cuando llegó la familia real a Brasil en 1808, como consecuencia de la guerra con Francia, se produjo un repunte en el uso del portugués en Río de Janeiro, al convertirse en capital del país. Al aumentar la población de Rio con, cerca de 15.000 portugueses, el portugués continental se expandió con rapidez a otras áreas de Brasil.
En 1822 Brasil consiguió la independencia y el tráfico de esclavos disminuyó. Mientras, llegaban amplios contingentes de alemanes e italianos. En números absolutos, la inmigración italiana fue la más importante. Por este motivo, las especifidades lingüísticas de los inmgrantes italianos marcaron transformaciones en la lengua portuguesa hablada en Brasil.

## Fonología
Los fonemas usados en el denominado portugués europeo y el portugués brasileño, abreviados: PE y PB (o PT y pt-BR), respectivamente, difieren en el vocabulario, la pronunciación y la sintaxis, especialmente en las variedades vernáculas, mientras que en los textos formales las diferencias se reducen significativamente. Ambos son, sin duda, variantes de un mismo idioma y son, por lo tanto, mutuamente inteligibles. 
Las diferencias entre las distintas variantes son, en mayor o menor grado, comunes a todas las lenguas naturales. Con un océano dividiendo a Brasil de Portugal, y luego de quinientos años, el idioma no evolucionó de la misma manera en ambos países, dando origen a dos patrones de lenguaje simplemente diferentes, no existiendo uno que sea más correcto en relación con el otro.  
Es importante destacar que dentro de lo que se suele llamar «portugués de Brasil» (português do Brasil) y «portugués europeo» (português europeu), existe un gran número de variaciones regionales. Las modalidades africanas (Cabo Verde, Guinea-Bisáu, Santo Tomé y Príncipe, Angola y Mozambique) y asiáticas (Timor Oriental y Macao) son agrupadas junto con la variante europea.  
Sin duda, la diferencia más notable entre el portugués brasileño y el europeo es el acento, la manera de pronunciar las palabras. 
Los fonemas usados en el portugués de Brasil son, muchas veces, diferentes a los usados en el portugués europeo; es decir, una misma palabra tiene una notación fonética diferente en Brasil que en los otros países lusófonos. 
Existen varios dialectos dentro del portugués brasileño y el europeo. Dentro de cada patrón, estos dialectos comparten las mismas peculiaridades básicas desde el punto de vista fonético. El portugués brasileño utiliza treinta y cuatro fonemas, de las cuales trece son vocales, diecinueve consonantes y dos semivocales.
Para un hispanohablante, la diferencia radicaría en que, al comparar los dos dialectos, el europeo sería mucho más cerrado y rígido que el brasileño, que es más abierto y nasal.
Algunas diferencias fonéticas destacables entre Portugal y Brasil son las siguientes:
- El sonido fuerte de la R; la realización alveolar vibrante múltiple /r/ en rata y carro, idéntica a la pronunciación española, sobrevive aún en muchos hablantes de Portugal, especialmente en las zonas no urbanas. En Brasil, como en zonas urbanas portuguesas (especialmente Lisboa), el fonema histórico alveolar /r/ se ha cambiado por una articulación posterior o velar de varios tipos. En la zona de Río de Janeiro, la articulación suele ser uvular vibrante /χ/, como la «rr» lisboeta, pero sorda. En el interior de Brasil predomina una realización más suave, de tipo glotal fricativa y sin vibración velar ni uvular: /h/, similar a la pronunciación inglesa para la letra H. Solo en el hablar «gaúcho»  (pronunciado «gaúshu» en portugués) del sur de Brasil (Rio Grande do Sul) sobrevive el antiguo fonema alveolar /r/ como el de la lengua española en río.  Para el hablante de español, cuando el brasileño dice correr suena como coger. Incluso en ciertos sitios (áreas rurales de São Paulo, oeste de Minas Gerais, norte de Paraná y sureste de Mato Grosso do Sul) este sonido es igual al de la R inglesa /ɹ/ (R caipira). Cualquiera de estos tres sonidos para la R se aplican, según la variedad local, si esta consonante está antes de otra.
- La L al final de sílaba cerrada (seguida de otra consonante), o al final de palabra, que en Portugal, en esas mismas posiciones, se realiza velarizada /ɫ/, como la catalana o inglesa (como en la palabra milk, conocida en este idioma como dark L); suele abrirse o vocalizarse en Brasil, con el resultado /ʊ̯/. Acústicamente, es una U consonántica. EJEMPLOS: Cuando un brasileño dice animal, para un hispanohablante suena /ɐ̃nɪ̃'maʊ̯/, cultura se pronuncia /kuʊ̯'turɐ/, y Brasil se dice /bra'ziʊ̯/. La influencia ortográfica restaura la pronunciación velar /ɫ/ en el habla enfática o en la lectura. Son frecuentes las hipercorrecciones, como decir salna por sauna, o mal por mau. En cualquier otra posición (excepto LH, explicado posteriormente), esta letra se pronuncia como su equivalente en la variedad europea: L palatal o líquida /lʲ/, como en el idioma inglés.
- Los fonemas alveolares /t/ y /d/, en contacto con el sonido /ɪ/ (que en Portugal y en las variaciones africanas y asiáticas suenan como en castellano), se realizan africadas postalveolares en la mayor parte de Brasil, resultando en CHI /t͡ʃɪ/ y DCHI /d͡ʒɪ/, respectivamente. Esta es la manera en que las combinaciones TI y DI siempre se pronuncian en esta variedad del portugués. Estas pronunciaciones particulares también se aplican cuando TE y DE están al final de palabra, siendo átonas; en diptongos (pronunciados /t͡ʃj/ y /d͡ʒj/ en estos casos), o cuando las consonantes T o D están seguidas de cualquier otra consonante (excepto en las combinaciones TL, TR y DR, que se pronuncian igual que en nuestro idioma). EJEMPLOS: Cuando un brasileño dice tipo, suena como /t͡ʃɪpʊ/ para los hablantes de español; la palabra teatro se pronuncia /t͡ʃjatrʊ/ en portugués americano, e igualmente en las palabras ritmo /'hit͡ʃɪmʊ/ y déficit /'dɛfisit͡ʃɪ/. Cuando dice de /d͡ʒɪ/, suena como la GI italiana, o como en la palabra inglesa gym, pronunciación que también aplica en la palabra cidade /si'dad͡ʒɪ/, usada también en las palabras advogado /ad͡ʒɪvo'gadʊ/ y edição /ed͡ʒɪ'sɐ̃ʊ/. En algunas regiones de Brasil (la mayor parte del nordeste y sur), las combinaciones TI y DI se realizan como los fonemas /t/ y /d/ en español y portugués europeo, tendencia que está extinguiéndose en las nuevas generaciones.
- Los sonidos B, D y G siempre se pronuncian más enfáticamente en la variedad brasileña del portugués. Es decir, el sonido B se pronuncia juntando los labios, como en la palabra española ambas /b/, y no como en habas /β/. El sonido D (excepto en los casos en que se pronuncia /d͡ʒɪ/, anteriormente descritos), se dice poniendo la punta de la lengua contra los dientes superiores, como en cantando /d/, y no como en cantado /ð/. Y por su parte, el sonido correspondiente para G (excepto en los casos GE y GI, en que se pronuncia /ʒ/), es contrayendo la garganta, como en mango /g/, y no como en mago /ɣ/. En el portugués europeo y las demás variantes de este idioma, sí se usan los sonidos /β/, /ð/ y /ɣ/, como se hace en castellano, exactamente en los mismos casos que en nuestro idioma. EJEMPLOS: Pronunciación brasileña: cabeça /kaˈbesɐ/, dedo /ˈdedʊ/, agora /aˈgorɐ/, obrigado /obriˈgadʊ/. Pronunciaciones portuguesa, africanas y asiáticas de estas palabras: /kɐˈβesɐ/, /ˈdeðʊ/, /aˈɣorɐ/, /ʊβriˈɣaðʊ/.
- En la mayor parte de Brasil, la S al final de sílaba o palabra se pronuncia /s/ delante de consonante sorda, o /z/ delante de consonante sonora, a diferencia de Portugal, en donde la pronuncian SH /ʃ/ o DSH /ʒ/, respectivamente. En Río de Janeiro y algunos otros estados de Brasil, como Santa Catarina (específicamente en la zona de Florianópolis, la capital) y en el norte del país (Maranhão, Pará, Amapá, Amazonas, Roraima, Acre, Rondônia) se pronuncian como se hace en Portugal. El motivo es porque varias personas originarias de las islas Azores emigraron a estas partes de Brasil. Y en ambas variedades, cuando una S está al final de palabra y la siguiente empieza con una vocal, esta letra S se pronuncia /z/, al igual que el enlace francés (liaison) o catalán, resultando esto último en sinalefas. EJEMPLOS: La expresión os amigos se puede pronunciar /ʊz ɐ̃'migʊs/ o /ʊz ɐ̃'migʊʃ/, dependiendo de la pronunciación local. Por su parte, circunstância se puede pronunciar tanto /sihkũns'tɐ̃nsjɐ/ como /sihkũnʃ'tɐ̃nsjɐ/. Y esguicho se puede pronunciar de dos maneras, dependiendo del habla local: /ɛz'giʃʊ/ o /ɛʒ'giʃʊ/.
- Los diptongos SÇA, SCE, SCI, SÇO y SÇU; a diferencia de la pronunciación europea /ʃ/, en la variante americana se pronuncian /s/. EJEMPLOS: nascer /na'seh/, nasça /'nasɐ/, piscina /piˈsinɐ/, crescer /kre'seh/, cresço /'kresʊ/.
- En gran parte de Brasil, la combinación NH se pronuncia como una I consonántica nasal, /ȷ̃/. EJEMPLOS: manhã se dice /mɐ̃'ȷ̃ɐ̃/, y nenhum se pronuncia /nɛ̃'ȷ̃ʊ̃/. Aunque también se utiliza la pronunciación europea en ciertos sitios, /ɲ/ (/mɐ̃'ɲɐ̃/, /nɛ̃'ɲʊ̃/).  La combinación LH se pronuncia /j/ en la mayor parte de este país. EJEMPLOS: mulher se dice /mu'jɛh/ y trabalho se pronuncia /tra'bajʊ/. También la pronunciación europea para esta combinación /ʎ/ se aplica en ciertos sitios (/mu'ʎɛh/, /tra'baʎʊ/).
- En algunos sitios, se agrega el sonido I consonántico a las combinaciones AS, ES, OS, US; AZ, EZ, OZ, UZ si llevan el acento de la palabra y están al final de palabra. A este fenómeno de pronunciación se le conoce en portugués como epêntese (epéntesis) EJEMPLOS: arroz /a'hojs/ o /a'hojʃ/; Jesus /ʒe'zujs/ o /ʒe'zujʃ/; três /trejs/ o /trejʃ/. Aunque también se considera correcto no incluir el sonido I; por lo tanto, también es posible decir /a'hos/ o /a'hoʃ/; /ʒe'zus/ o /ʒe'zuʃ/; /tres/ o /treʃ/.
- Este fenómeno de epéntesis del sonido I consonántico también es opcional en las combinaciones poco comunes /ks/, /ps/, /bʒ/, /dʒ/, /dv/, /kt/, /bt/, /ft/, /mn/, /tm/ y /dm/. EJEMPLOS: abdomen /abɪ'domɛ̃j/ o /ab'domɛ̃j/, opção /ɔpɪ'sɐ̃ʊ̯/ u /ɔp'sɐ̃ʊ̯/.
- El sistema vocálico átono y tónico es mucho más estable y conservador en Brasil, por lo que resulta más claro para el hispanohablante. Son poco frecuentes en Brasil la reducción del vocalismo átono de Portugal (excepción de [ɐ ~ ə ~ a], [i ~ ɪ ~ e] y [u ~ ʊ ~ o] cuando en fin de palabras o entre los fonemas /t/, /d/ e /s/, /z/) o la evolución del diptongo /ej/ a [ɐj] del portugués peninsular. EJEMPLOS:  La palabra peixe suena ['pe(j)ʃɪ] en Brasil, pero ['pɐ(j)ʃ] en Portugal, acústicamente «peishɪ» en Brasil y algo así como «pash» en Portugal, pero con el sonido A pronunciado no tan claramente.
- Cualquier vocal seguida de M o N, aunque no estén en la misma sílaba, se pronuncia nasalmente en esta variedad del portugués. EJEMPLOS: La palabra amor se pronuncia /ɐ̃'mor/, Maracanã se dice /marakɐ̃'nɐ̃/, final se pronuncia /fɪ̃'naʊ̯/, nacional se dice /nasjõ'naʊ̯/ en portugués americano, y océano, /o'sjɐ̃nʊ/. En portugués europeo, las vocales se pronuncian nasalmente solamente si M o N están en la misma sílaba, por lo que los sonidos nasales no aplican en los ejemplos anteriores.
- Desaparición de la oposición entre el timbre abierto y el cerrado en las vocales tónicas a, e y o seguidas de consonante nasal.

|             | Fonema *  | Características fonéticas | Ejemplos **                                              |
| ----------- | --------- | --- | -------------------------------------------------------- |
| Vocales     | /a/       | Abierta, central, oral, no redondeada | átomo, arte.                                             |
| Vocales     | /ɐ/       | Semiabierta (dialectalmente semicerrada, en Río de Janeiro), central, oral (seguramente nasal ante sílaba tónica antes de consonante nasal), no redondeada.                                                                                           | pano, ramo, lanho.                                       |
| Vocales     | /ɐ̃/       | Semiabierta, central, nasal, no redondeada. | antes, amplo, maçã, âmbito, ânsia.                       |
| Vocales     | /ɛ/       | Semiabierta, frontal, oral, no redondeada. | métrica, peça.                                           |
| Vocales     | /e/       | Semicerrada, frontal, oral, no redondeada | medo, pêssego.                                           |
| Vocales     | /ẽ/       | Semicerrada, frontal, nasal, no redondeada | sempre, êmbolo, centro, concêntrico, têm, também.**      |
| Vocales     | /ɔ/       | semiabierta (dialectalmente abierta, en Río de Janeiro), posterior, oral, redondeada | ótima, ova.                                              |
| Vocales     | /o/       | Semicerrada, posterior, oral, redondeada | rolha, avô.                                              |
| Vocales     | /õ/       | Semicerrada, posterior, nasal, redondeada. | ombro, ontem, cômputo, cônsul.                           |
| Vocales     | /i/       | Cerrada, frontal, oral, no redondeada | item, silvícola.                                         |
| Vocales     | /ĩ/       | Cerrada, frontal, nasal, no redondeada. | simples, símbolo, tinta, síncrono.                       |
| Vocales     | /u/       | Cerrada, posterior, oral, redondeada | uva, útero.                                              |
| Vocales     | /ũ/       | Cerrada, posterior, nasal, redondeada. | algum, plúmbeo, nunca, renúncia, muito.                  |
| Consonantes | /m/       | Nasal, sonora, bilabial | marca.                                                   |
| Consonantes | /n/       | Nasal, sonora, alveolar | nervo.                                                   |
| Consonantes | /ɲ/ ~ /ȷ̃/ | Nasal sonora palatal o palatal nasalizada (varía según el hablante) | arranhado.                                               |
| Consonantes | /b/       | Oral, oclusiva, bilabial, sonora | barco.                                                   |
| Consonantes | /p/       | Oral, oclusiva, bilabial, sorda | pato.                                                    |
| Consonantes | /d/       | Oral, oclusiva, linguodental, sonora | data.                                                    |
| Consonantes | /t/       | Oral, oclusiva, linguodental, sorda | telha.                                                   |
| Consonantes | /g/       | Oral, oclusiva, velar, sonora | gato.                                                    |
| Consonantes | /k/       | Oral, oclusiva, velar, sorda | carro, quanto.                                           |
| Consonantes | /v/       | Oral, fricativa, labiodental, sonora | vento.                                                   |
| Consonantes | /f/       | Oral, fricativa, labiodental, sorda | farelo.                                                  |
| Consonantes | /z/       | Oral, fricativa, alveolar, sonora | zero, casa, exalar.                                      |
| Consonantes | /s/       | Oral, fricativa, alveolar, sorda | seta, cebola, espesso, excesso, açúcar, auxílio, asceta. |
| Consonantes | /ʒ/       | Oral, fricativa, pos-alveolar, sonora | gelo, jarro.                                             |
| Consonantes | /ʃ/       | Oral, fricativa, pos-alveolar, sorda | xarope, chuva.                                           |
| Consonantes | /ʁ/       | Oral, vibrante, sonora, uvular. Numerosos alófonos de Brasil, suelen pronunciar tal como en Santa Catarina, en Paraná, en Río de Janeiro, en Espírito Santoy en la Zona de la Mata Mineira como resultado de la mayor influencia lingüística europea. | rato, carroça.                                           |
| Consonantes | /ɾ/       | Oral, vibrante, sonora, alveolar | variação.                                                |
| Consonantes | /ʎ/       | Oral, lateral aproximante, sonora, palatal. Ausente en el dialeto caipira y sociodialectos de baijo prestígio en todo el território nacional brasileño, considerados como alófonos /j/ y /l/ en estos ambientes.                                      | cavalheiro.                                              |
| Consonantes | /l/       | Oral, lateral aproximante, sonora, alveolar | luz.                                                     |
| Semivocales | /j/ ~ /ȷ̃/ | Oral, palatal, sonora | uivo, mãe, área, têm, também, vivem.                     |
| Semivocales | /w/ ~ /w̃/ | Oral, velar, sonora. Uso como /ɫ/ vocalizado como alófono /ɻ/ en el dialecto caipira y /ɫ/ en ciertos regionalismosem del dialecto gaúcho, como el original del portugués europeo.                                                                    | automático, móvel, pão, frequente, falam.                |

- El mismo fenómeno se da en las vocales de las sílabas átonas. Por ejemplo: La primera A en la palabra cadeira se pronuncia /a/ en Brasil y /ɐ/ en Portugal.

## Ortografía
Algunas palabras en portugués brasileño presentan diferencias de ortografía con el portugués europeo. La mayor parte de estas diferencias se da respecto a las consonantes mudas, que fueron eliminadas en Brasil tanto en la lengua hablada como en la escrita. Por ejemplo, las palabras ação y atual, en Portugal se escriben acção y actual, aunque al igual que en Brasil, el sonido /k/ no se pronuncia. Existe una tentativa de unificar los dos sistemas ortográficos, organizado por la Comunidad de Países de Lengua Portuguesa (CPLP), que posee los Estatutos de la Comunidad de Países de Lengua Portuguesa. Con todo, la nueva reforma ortográfica está en este momento en vigor. Por tanto, el idioma portugués en todos los países donde se habla será escrito igual.
| Portugués brasileño | Portugués europeo, africano y asiático |
| ------------------- | -------------------------------------- |
| ação                | acção                                  |
| contato             | contacto                               |
| direção             | direcção                               |
| elétrico            | eléctrico                              |
| ótimo               | óptimo                                 |
| Egito               | Egipto                                 |

### La diéresis
La diéresis (en portugués trema) era usada en el portugués brasileño para señalar que la letra u en las combinaciones que, qui, gue y gui, normalmente muda, debía pronunciarse. Ejemplos: conseqüência, sangüíneo, pero ya no se escribe desde la Reforma Ortográfica de 2009, salvo en nombres extranjeros. En portugués europeo y las variantes africanas y asiáticas, nunca se ha utilizado la diéresis en su escritura habitual: solo se reserva su uso para palabras derivadas de nombres extranjeros, como mülleriano (del antropónimo Müller).
| Portugués europeo, africano y asiático (y portugués brasileño en la actualidad) | Portugués brasileño (antes de la reforma) |
| ------------------------------------------------------------------------------- | ----------------------------------------- |
| linguiça                                                                        | lingüiça                                  |
| tranquilo                                                                       | tranqüilo                                 |
| sequência                                                                       | seqüência                                 |
| quinquênio                                                                      | qüinqüênio                                |
| liquidificador                                                                  | liqüidificador                            |
| frequência                                                                      | freqüência                                |

### Acentuación
Debido a la diferencia de pronunciación entre el portugués brasileño y el europeo, las palabras con acento gráfico en las cuales la vocal de la sílaba tónica recae antes de una M o N, en su mayoría esdrújulas (en portugués, proparoxítonas), en Brasil llevan acento circunflejo (en portugués, circunflexo) por tener la vocal tónica cerrada y nasal, mientras que en Portugal llevan acento agudo por tener la vocal tónica abierta. Ejemplos:

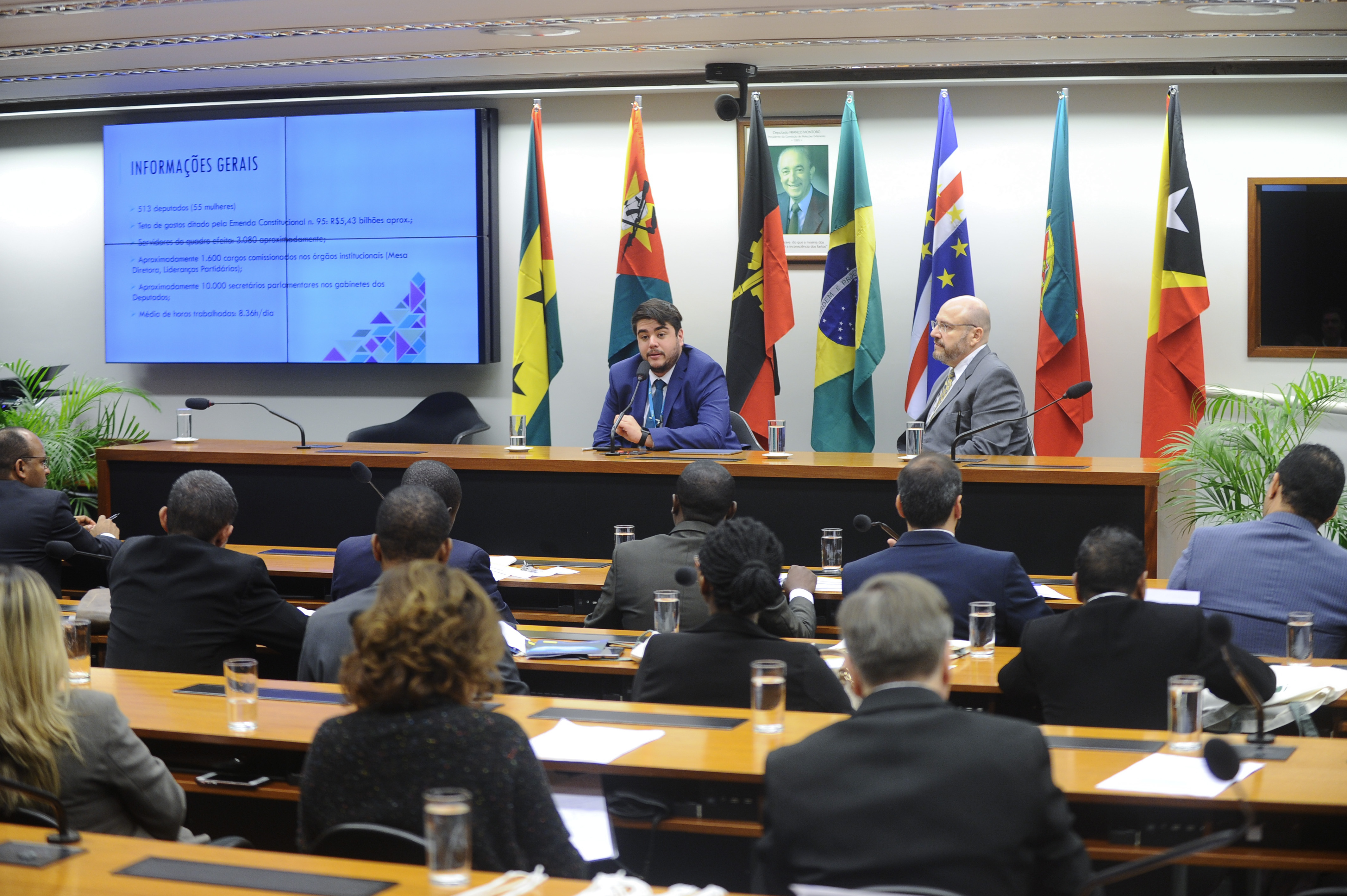
Debate sobre la lengua portuguesa en el Senado de Brasil.

| Portugués brasileño | Portugués europeo, africano y asiático |
| ------------------- | -------------------------------------- |
| Antônio             | António                                |
| prêmio              | prémio                                 |
| cômodo              | cómodo                                 |
| vênia               | vénia                                  |
| tônico              | tónico                                 |
| gênio               | génio                                  |
| fenômeno            | fenómeno                               |

### Reformas ortográficas de la lengua portuguesa
En 1911, la recién formada República Portuguesa, preocupada por mejorar la alfabetización de sus ciudadanos, encargó a una comisión de filólogos la definición de una ortografía estándar para el portugués. El resultado fue lo que se conoce en Portugal como la reforma ortográfica de Gonçalves Viana. El nuevo estándar se hizo oficial en Portugal y sus territorios de ultramar en ese momento, que hoy son las naciones independientes de Angola, Cabo Verde, Guinea-Bissau, Mozambique, Santo Tomé y Príncipe y Timor Oriental, así como la RAE china de Macao, el estado indio de Goa y los territorios de Daman y Diu y Dadra y Nagar Haveli. En 1938, Brasil estableció una ortografía propia, con los mismos principios generales que la ortografía portuguesa, pero no del todo idéntica. 
- Portugal adoptó la primera reforma ortográfica en el año 1911.

- En 1931, fue aprobado el primer Acuerdo Ortográfico entre Brasil y Portugal por iniciativa de la Academia Brasileña de Letras y la Academia de Ciencias de Lisboa.

- En 1943, fue adoptada la primera Convención Ortográfica entre Brasil y Portugal.

- En 1945, se adoptó la Convención Ortográfica Luso-brasileña en Portugal pero no en Brasil.

- En 1971, fue promulgada una ley, en Brasil, reduciendo las divergencias ortográficas con Portugal, con la simplificación.

- En 1973, fue promulgada una ley, en Portugal, reduciendo las divergencias ortográficas con Brasil.

- En 1975, la Academia de Ciencias de Lisboa y la Academia Brasileña de Letras elaboraron un nuevo proyecto de acuerdo que no fue aprobado oficialmente.

- En 1986, se realizó en Río de Janeiro el primer encuentro de comunidades de los países de língua portuguesa (CPLP), en el cual la Academia Brasileña de Letras presentó el Memorando Sobre el Acuerdo Ortográfico de la Lengua Portuguesa.

- En 1990, la Academia de Ciencias de Lisboa convocó un nuevo encuentro adjuntando una Nota Explicativa del Acuerdo Ortográfico de la Lengua Portuguesa, firmado por representantes de Angola, Brasil, Cabo Verde, Guinea-Bissau, Mozambique, Portugal y Santo Tomé y Príncipe. Se estableció que el Acuerdo Ortográfico de la Lengua Portuguesa entrase en vigor el 1 de enero de 1994.

## Aspectos gramaticales

### Vocêytu
En algunas regiones de Brasil, el pronombre de tratamiento você (contracción a partir de las palabras vossa mercê) adquirió estatus de pronombre personal concordando siempre con la tercera persona del singular (equivalente al castellano «usted»), siendo utilizado en contextos formales y informales. En Portugal, es utilizado predominantemente en contextos formales.
En el vocabulario de las personas de más edad o, en situaciones formales, al dirigirse a superiores jerárquicos o autoridades, se emplea la forma de tratamiento o senhor y a senhora. Los pronombres você y vocês requieren formas verbales de tercera persona, lo que reduce el número de flexiones del verbo en relación con los pronombres (compárense vocês cantam y eles cantam con «ustedes cantan, ellos cantan» del español hablado fuera de la península ibérica, pues en las Islas Canarias predomina el uso de «ustedes» en vez del «vosotros»). 
Cuanto menos se flexiona el verbo en relación con los pronombres, más necesario se vuelve el uso explícito del sujeto pronominal. Este aspecto asemeja al portugués brasileño con las lenguas de pronombre personal obligatorio, como el francés o el inglés.
- A pesar del poco uso del adjetivo recto tu en el portugués hablado en la mayor parte de Brasil, su correspondiente pronombre oblicuo te permanece y es ampliamente utilizado en el portugués brasileño, frecuentemente en combinación con formas pronominales y verbales de tercera persona. El uso de te con você, a pesar de estar difundido hasta en los sectores más cultos de la sociedad, es condenado por las normativas gramaticales usadas en el sistema escolar brasileño y es evitado en el lenguaje formal escrito.

- El pronombre posesivo teu también es ocasionalmente usado en el portugués brasileño para referirse a la segunda persona, aunque su uso es menos común que el oblicuo te.

- La combinación você / te / teu en el portugués brasileño hablado se asemeja en su naturaleza a la combinación vocês / vos / vosso encontrada frecuentemente en el portugués europeo coloquial.

- El tu es algo utilizado en las regiones nordeste y sur, pero es conjugado en tercera persona del singular: Tu fala, tu foi, tu é. En algunas regiones del nordeste y del estado de Rio Grande do Sul, el uso del tu en la forma culta (conjugado en la segunda persona del singular) es más usado que el você. Aunque el você es mucho más utilizado en todo el país, el tu es más utilizado en personas ancianas en el Nordeste, el tu sobrevive hablado por algunas personas jóvenes en ciertos sitios del estado de Rio Grande do Sul. En Porto Alegre, capital de Rio Grande do Sul, predomina el tu. Este pronombre se utiliza principalmente en los estados de Rio Grande do Sul, Santa Catarina, Maranhão, Pará, Amapá y Acre.

- En el lenguaje coloquial, la forma nós falamos puede ser sustituida tanto en Portugal como en Brasil por la construcción a gente fala, simplificando todavía más el padrón de conjugación verbal mostrado en la tabla. El pronombre nós es todavía ampliamente utilizado en Brasil, principalmente en el lenguaje culto; sin embargo, la forma a gente viene ganando espacio en ambos lados del Atlántico.
- Nótese que, en el portugués estándar, el verbo varía en las seis personas, mientras en el PB hay tres/cuatro1 variaciones, ya que las formas verbales usadas con você/o senhor/a senhora, ele/ela e a gente son las mismas. Esto muchas veces hace necesario el empleo del pronombre personal. Los pronombres eu y nós, por ser redundantes, son frecuentemente omitidos, principalmente en el lenguaje formal escrito.
- En Portugal, el pronombre personal vós también cayó en desuso en algunas regiones, y es sustituido por vocês como en el PB. Sin embargo, sigue manteniéndose en las regiones del norte del país. Você, a su vez es usado en Portugal como una forma de tratamiento entre iguales apenas en contextos en que no hay intimidad entre los hablantes.
- La expresión a gente también es de uso generalizado en la variante europea.
- En general la conjugación se está simplificando tendiendo a usar sólo la tercera persona del singular en Brasil, incluso para la primera persona, con las fórmulas a pessoa y a gente por lo que aunque formalmente existan conjugaciones para todas las personas en la práctica oral la conjugación se puede simplificar a niveles similares al inglés.

### SeuyDele
En la variante coloquial del portugués de Brasil, el pronombre posesivo 'seu equivale a teu, es decir, se refiere a la segunda persona você/tu (usted/tú), a diferencia del portugués de Portugal, donde el pronombre posesivo seu se refiere a la tercera persona el/ela (él/ella). El término utilizado en Brasil como pronombre posesivo de tercera persona es dele (de+ele). Cabe destacar que en el lenguaje formal, en ambos portugueses se utiliza seu para referirse a la segunda persona.

### Uso de reflexivos y de la voz pasiva sintética
Existe en el portugués de Brasil una tendencia de omitir el uso de los pronombres reflexivos en algunos verbos, ejemplo: eu lembro (yo acuerdo —en el sentido de recordar—) en vez de eu me lembro (yo me acuerdo), o eu deito (yo acuesto) en vez de eu me deito (yo me acuesto). En general, los verbos que indican movimiento como levantar-se, sentar-se, mudar-se, o deitar-se son normalmente no reflexivos en el PB coloquial, aunque también es común oírlos haciendo uso del reflexivo. El uso de la voz pasiva analítica es también mucho más común en el PB que en otras lenguas próximas como la española, donde se prefiere hacer la voz pasiva sintética con la partícula pasiva -se. Por ejemplo, es mucho más común decir a partida foi disputada que a partida disputou-se (común en Portugal) o incluso que la forma a partida se disputou.

### Pronombres oblicuos
Las gramáticas normativas brasileñas y portguesas son, en la gran mayoría de veces, idénticas, con cambios más proeminentes percebidos en el habla coloquial. En este contexot, el portugués de Brasil es una lengua eminentemente proclítica, a pesar de que algunas gramáticas normativas no legitiman el uso de esta colocación pronominal en algunos contextos. Es habitual el uso del pronombre oblicuo átono antes del verbo (proclisis), salvo cuando este inicie la oración.
El portugués europeo, sin embargo, se presenta como una lengua más enclítica, en la que los pronombres personales átonos se sitúan después el verbo (enclisis), incluso cuando la orientación gramatical es contraria.
En cuanto a la mesoclisis, que coloca el pronombre personal átono en medio del verbo, posible en los tiempos simples del futuro en el portugués europeo, en el brasileño es predominante en la forma escrita y rara en la oralidad.
Ejemplos:
| Portugués brasileño | Portugués europeo | Español         |
| ------------------- | ----------------- | --------------- |
| Eu o convido        | Convido-o         | Yo lo invito    |
| Ele me viu          | Ele viu-me        | Él me vio       |
| Eu te amo           | Amo-te            | Te amo          |
| Ele se encontra     | Ele encontra-se   | Él se encuentra |
| Me parece           | Parece-me         | Me parece       |

En el portugués coloquial de Brasil, los pronombres oblicuos 'o', 'a', 'os' e 'as' son, muchas veces, sustituidos por pronombres personales 'ele', 'ela'... Sin embargo, si se suelen utilizar en el habla culta cuando van seguidos de un infinitivo, transformándose en  'lo', 'la, 'los, 'las'. El uso de los oblicuos de tercera persona se considera obligatorio en la lengua formal escrita.

### El gerundio
En muchos aspectos, el portugués brasileño se muestra más conservador que el europeo. Una característica heredada del latín es el uso del gerundio. Así como en el español o en otras lenguas romances, el empleo del gerundio es muy común en el portugués brasileño. El gerundio, aunque de uso frecuente en regiones de la mitad sur de Portugal como Alentejo o Algarve, es poco utilizado en el resto del país, donde se sustituye por la forma infinitiva, usando estar o andar según si se está realizando en ese mismo momento o se viene realizando últimamente.
| Portugués brasileño | (eu) estou cantando                        |
| Español             | (yo) estoy cantando                        |
| Italiano            | (io) sto cantando                          |
| Portugués europeo   | (eu) estou / ando a cantar, estou cantando |
| Gallego             | (eu) estou cantando / a cantar             |

### Dialectos del portugués brasileño
El habla popular brasileña presenta una relativa unidad, mayor aún que la portuguesa, a pesar de ser un país con un número tan elevado de hablantes. La comparación de las variantes dialectales del portugués de Brasil con las del portugués europeo muestra que aquellas representan en conjunto formas sincréticas de este último, ya que casi todos los rasgos regionales del portugués patrón europeo que no aparecen en la lengua culta brasileña se pueden encontrar en algún dialecto de Brasil.  
El uso de los dialectos, vinculado a la clase social del interlocutor, está restringido al uso oral cotidiano, sin prestigio literario o académico. En general, la población instruida utiliza mayoritariamente el lenguaje considerado culto. 
Existe poca precisión en la división dialectal del portugués en Brasil. Algunos dialectos, como el caipira, han sido estudiados en profundidad y cuentan con el reconocimiento de lingüistas como Amadeu Amaral. No obstante, existen pocos estudios respecto a la mayor parte de los dialectos brasileños, y actualmente se acepta la clasificación propuesta por el filólogo Antenor Nascentes.
1. Caipira - interior del estado de São Paulo, norte de Paraná y sur de Minas Gerais
2. Cearense - Ceará
3. Baiano - región de Bahía
4. Fluminense (escuchar Archivado el 30 de octubre de 2007 en Wayback Machine.) - Estado de Rio de Janeiro
5. Gaúcho - Rio Grande do Sul
6. Mineiro - Minas Gerais
7. Nordestino (escuchar Archivado el 15 de octubre de 2007 en Wayback Machine.) - Estados del nordeste brasileño (el interior y Recife tienen particularidades propias)
8. Nortista - estados de la cuenca del Amazonas
9. Paulistano - ciudad de São Paulo
10. Sertão - Estados de Goiás y Mato Grosso
11. Sulista - Estados de Paraná y Santa Catarina (la ciudad de Curitiba tiene particularidades propias, y conserva un subdialecto en el litoral catarinense, próximo al azoriano).

## Diferencias léxicas
Aunque el léxico brasileño sea el mismo que el del portugués de Portugal, existen  particularidades que pueden crear confusión y falta de comprensión entre hablantes  de ambas variantes. Igualmente, hay palabras que, a pesar de estar registradas en los diccionarios de ambos países, no se utilizan indistintamente de forma habitual, creando desencuentros en la comunicación cuando las usan los hablantes de ambos países.

### "Tupinismos"
Son los "brasileirismos" o adaptaciones que derivan directamente de la lengua tupí o aquellas fórmulas que fueron influidas por ella, como sucede con algunos sufijos que funcionan más como adjetivos que como sufijos, ya que no alteran la constitución morfológica y fonética de la palabra a la que se ligan. Algunos ejemplos de estos sufijos son -açu (grande), -guaçu (grande) y -mirim (pequeño) en palabras como arapaçu (pájaro de pico grande), babaçu (palmera grande), mandiguaçu (pez grande), abatimirim (arroz pequeño) o mesa-mirim (mesa pequeña).
Existen también, verdaderos sufijos, como -rana (parecido a) y -oara (valor de gentilicio) en palabras como bibirana (planta de la familia de las anonáceas), brancarana (mulata clara) o paroara (natural del Estado de Pará).
Más ejemplos:
- Topónimos: Ipanema, Tijuca, Ceará y Pará
- Nombres o sobrenombes de personas: Araci, Jandaia y Iara
- Sustantivos peculiares de la fauna y flora: cupim, mandioca, jacarandá, abacaxi y araíba
- Nombres de utensilios, creencias, enfermedades y fenómenos de la naturaleza: urupema, moqueca, mingau, iracema, guri y xará.

### "Amerindinismos"
Hay también aportaciones de otras lenguas indígenas no tupíes que se hablaban en el continente antes de la llegada de los portugueses y con las que se relacionaron. Los misioneros jesuitas denominaron tapuias a los Indígenas no tupíes.

### "Africanismos"
El tráfico de esclavos, especialmente de África a los ingenios brasileños, trajo consigo, principalmente de la familia bantú, toda una serie de términos que enseguida dieron lugar a la formación de dos ramas de lenguas africanas: el nagô o ioruba -especialmente en Bahía- y el quimbundo, con mayor vocabulario y más rico en expresiones. De esta habla particular surgieron algunas características del portugués brasileño, a los que se les puede atribuir los siguientes rasgos fonéticos: 
- Ensordecimiento y caída de la R final;
- Yeísmo;
- Pronunciación plena de E y O en posición inicial absoluta o protónica;
- Reducción de ND a N en los gerundios;
- Caída o vocalización de la L final;
- Reducción de EI a E y de OU a O;
- Algunos casos de epéntesis (por ejemplo, fulô por flor o quelaro por claro);
- Terminación verbal átona -o por -am.

### Neologismos
Son los neologismos palabras nuevas que designan nuevos objetos, invenciones, técnicas, etc, y que tienen una formación distinta de la que se verifica en Portugal. Ejemplos: ônibus por autocarro (autobús), trem por comboio (ferrocarril), bonde por eléctrico (tranvía) o "aeromoça" por hospedeira de bordo (azafata).
Otras creaciones nuevas son todos los vocablos extranjeros que son aportuguesados en Brasil, como gol (goal, inglés), nailon (nylon, inglés), maiô (maillot, francés), sutiã (soutien, francés) o xampu (shampoo, inglés).
La tabla que sigue, ilustra apenas un reducido número de las particularidades citadas para cada variante:
| Portugués brasileño         | Portugués europeo                       | Español                          |
| --------------------------- | --------------------------------------- | -------------------------------- |
| abridor de garrafas         | abre-garrafas                           | sacacorchos                      |
| abridor de latas            | abre-latas                              | abrelatas                        |
| água-viva                   | alforreca                               | agua viva                        |
| aquarela                    | aguarela                                | acuarela                         |
| alho-poró                   | alho-porro                              | ajo porro                        |
| aterrissagem                | aterragem                               | aterrizaje                       |
| banheiro                    | casa de banho                           | baño                             |
| berinjela                   | beringela                               | berenjena                        |
| brócolis                    | brócolos                                | brócolis                         |
| calção de banho, sunga      | calções de banho, calção de banho       | malla, sunga                     |
| caminhão                    | camião                                  | camión                           |
| carona/boleia               | boleia                                  | hacer dedos                      |
| carro conversível           | carro descapotável                      | auto convertible                 |
| carteira/carta de motorista | carta de condução                       | licencia de conducción           |
| carteira de identidade/RG   | bilhete de identidade/BI                | documento de identidad           |
| concreto                    | betão                                   | hormigón/concreto                |
| esparadrapo, band-aid       | adesivo, pensó-rápido                   | adhesivo, pegamento              |
| favela                      | bairro de lata                          | villa, barrio pobre, chabola     |
| ferrovia                    | caminho-de-ferro                        | vía férrea                       |
| fila de pessoas             | fila de pessoas, bicha, fileira         | fila de personas                 |
| fones de ouvido             | auscultadores, auriculares              | audífonos                        |
| gol                         | golo                                    | gol                              |
| grampeador                  | agrafador                               | grapadora                        |
| jaqueta                     | blusão                                  | chaqueta                         |
| inquilino, locatário        | inquilino, arrendatário                 | inquilino                        |
| maiô/traje de banho         | fato de banho                           | traje de baño                    |
| mamadeira                   | biberão                                 | mamadera, biberón                |
| metrô                       | metro, metropolitano                    | subterráneo, metro               |
| nadadeiras, pé-de-pato      | barbatanas                              | patas de rana                    |
| ônibus                      | autocarro                               | colectivo, autobús, bus, ómnibus |
| perua, van                  | carrinha                                | furgoneta                        |
| salva-vidas                 | banheiro, salva-vidas, nadador-salvador | salvavidas                       |
| secretária eletrônica       | atendedor de chamadas                   | contestador automático           |